# 李言揚
李言揚（826年—841年10月8日）是唐敬宗的四子，生母贵妃郭氏。
兄长李普生于824年，敬宗于826年被杀，他在其年出生。敬宗被杀后，宦官王守澄立敬宗弟江王李涵为唐文宗。
828年，李普薨逝，837年，唐文宗封敬宗的其余儿子为王，李休復封梁王，李执中封襄王，李言揚为纪王，李成美为陈王。
李言揚及其兄李休復、李执中在此后的经历在史书中均没有记载。会昌元年（841年）九月廿日逝世于府邸，年十六。据其墓志铭所言，李言扬精通《易》《诗》。

## 延伸阅读
[在维基数据编辑]
 《舊唐書/卷175》，出自刘昫《舊唐書》